# Wake Up (ER)
Wake Up is de vijfde aflevering van het twaalfde seizoen van de televisieserie ER, die voor het eerst werd uitgezonden op 20 oktober 2005.

## Verhaal
Dr. Kovac bouwt een vriendschap op met Blaire, de vrouw die na zes jaar in coma gelegen te hebben ineens ontwaakte. Zij heeft geen herinneringen over de carjacking en verkrachting  van wat de coma veroorzaakte. Zij heeft in de zes jaar nieuwe medicijnen gekregen wat de ontwaking heeft veroorzaakt, deze medicijnen zorgen er ook weer voor dat zij terugvalt in haar coma. 
Het plotselinge vertrek van dr. Lewis zorgt ervoor dat er een nieuwe dokter gaat werken op de SEH, dr. Victor Clemente. Om de doktoren aan het werk te zien doet hij zich voor als een patiënt en wordt geholpen door dr. Pratt. Als hij zich kenbaar maakt als de nieuwe dokter kan dr. Pratt deze stunt niet waarderen. Ondertussen maakt hij met zijn aparte persoonlijkheid weinig vrienden onder het personeel. 
Dr. Lockhart bezoekt een oude patiënte van haar die net een mastectomie heeft ondergaan, dit bezoek zorgt ervoor dat zijzelf bij haar ook een mammogram laat uitvoeren.
Dr. Barnett raakt intiem bevriend met een meisje, niet wetende dat zij minderjarig is.

## Rolverdeling

### Hoofdrollen
- Goran Višnjić - Dr. Luka Kovac
- Maura Tierney - Dr. Abby Lockhart
- Mekhi Phifer - Dr. Gregory Pratt
- Danny Glover - Charlie Pratt sr.
- Parminder Nagra - Dr. Neela Rasgrota
- Shane West - Dr. Ray Barnett
- Scott Grimes - Dr. Archie Morris
- Laura Innes - Dr. Kerry Weaver
- John Leguizamo - Dr. Victor Clemente
- Leland Orser - Dr. Lucien Dubenko
- Linda Cardellini - verpleegster Samantha 'Sam' Taggart
- Yvette Freeman - verpleegster Haleh Adams
- Laura Cerón - verpleegster Chuny Marquez
- Deezer D - verpleger Malik McGrath
- Yvette Cason - verpleegster oncologie
- Lyn Alicia Henderson - ambulancemedewerker Pamela Olbes
- Louie Liberti - ambulancemedewerker Bardelli
- Abraham Benrubi - Jerry Markovic
- China Shavers - Olivia Evans

### Gastrollen (selectie)
- Kat Dennings - Zoe Butler
- Jessica Hecht - Stephanie Lowenstein
- Stana Katic - Blaire Collins
- Jeffrey D. Sams - Dr. Dulcey Watson
- John Short - Dr. Schlansky
- Joe Nieves - Tony Dejesu
- Ben Weber - Lou